# Campeonato Mundial de Esquí Nórdico de 1972
El XXIX Campeonato Mundial de Esquí Nórdico se celebró en Sapporo (Japón) entre el 3 y el 10 de febrero de 1972, dentro de los XI Juegos Olímpicos de Invierno (las pruebas de esquí de fondo y saltos en esquí incluidas en el programa contaron como pruebas del Mundial, no así las de combinada nórdica), bajo la organización de la Federación Internacional de Esquí (FIS) y la Federación Japonesa de Esquí.

## Esquí de fondo

### Masculino
| Evento                   | Oro                                                                              | Plata                                                                       | Bronce                                                                         |
| ------------------------ | -------------------------------------------------------------------------------- | --------------------------------------------------------------------------- | ------------------------------------------------------------------------------ |
| 15 km (07.02)            | Sven-Åke Lundbäck · Suecia · 45:28,24                                            | Fiodor Simashov URSS 46:00,84                                               | Ivar Formo · Noruega · 46:02,68                                                |
| 30 km (04.02)            | Viacheslav Vedenin URSS 1:36:31,15                                               | Pål Tyldum · Noruega · 1:37:25,30                                           | Johannes Harviken · Noruega · 1:37:32,44                                       |
| 50 km (10.02)            | Pål Tyldum · Noruega · 2:43:14,75                                                | Magne Myrmo · Noruega · 2:43:29,45                                          | Viacheslav Vedenin URSS 2:44:00,19                                             |
| Relevo 4 × 10 km (13.02) | URSS Vladimir Voronkov Yuri Skobov Fiodor Simachov Viacheslav Vedenin 2:04:47,94 | Noruega · Oddvar Brå · Pål Tyldum · Ivar Formo · Johs Harviken · 2:04:57,06 | Suiza · Alfred Kälin · Albert Giger · Alois Kälin · Eduard Hauser · 2:07:00,06 |

### Femenino
| Evento                  | Oro                                                              | Plata                                                                     | Bronce                                                           |
| ----------------------- | ---------------------------------------------------------------- | ------------------------------------------------------------------------- | ---------------------------------------------------------------- |
| 5 km (09.02)            | Galina Kulakova URSS 17:00,50                                    | Marjatta Kajosmaa · Finlandia · 17:05,50                                  | Helena Šikolová Checoslovaquia 17:07,32                          |
| 10 km (06.02)           | Galina Kulakova URSS 34:17,82                                    | Alevtina Oliunina URSS 34:54,11                                           | Marjatta Kajosmaa · Finlandia · 34:56,45                         |
| Relevo 3 × 5 km (12.02) | URSS Liubov Mujachova Alevtina Oliunina Galina Kulakova 48:46,15 | Finlandia · Helena Takalo · Hilkka Kuntola · Marjatta Kajosmaa · 49:19,37 | Noruega · Inger Aufles · Aslaug Dahl · Berit Lammedal · 49:51,49 |

## Salto en esquí
| Evento                              | Oro                                | Plata                           | Bronce                       |
| ----------------------------------- | ---------------------------------- | ------------------------------- | ---------------------------- |
| Trampolín normal individual (06.02) | Yukio Kasaya Japón 244,2 pts.      | Akitsugu Konno Japón 234,8 pts. | Seiji Aochi Japón 229,5 pts. |
| Trampolín grande individual (11.02) | Wojciech Fortuna · Polonia · 219,9 | Walter Steiner · Suiza · 219,8  | Rainer Schmidt RDA 219,3     |

## Medallero
| Núm. | País           | Oro | Plata | Bronce | Total |
| ---- | -------------- | --- | ----- | ------ | ----- |
| 1    | URSS           | 3   | 2     | 1      | 6     |
| 2    | Noruega        | 1   | 2     | 2      | 5     |
| 3    | Japón          | 1   | 1     | 1      | 3     |
| 4    | Polonia        | 1   | 0     | 0      | 1     |
| 4    | Suecia         | 1   | 0     | 0      | 1     |
| 6    | Finlandia      | 0   | 1     | 1      | 2     |
| 7    | Suiza          | 0   | 1     | 0      | 1     |
| 8    | Checoslovaquia | 0   | 0     | 1      | 1     |
| 8    | RDA            | 0   | 0     | 1      | 1     |
|      | TOTAL          | 7   | 7     | 7      | 21    |